# Sara Grace Wallerstedt
Sara Grace Wallerstedt es una modelo estadounidense. Su belleza ha sido descrita como "etérea".

## Primeros años
Sara Grace Wallerstedt nació en un suburbio de Dallas llamado Bedford como hija de Darren y Karen Wallerstedt. Fue alumna del Trinity High School. Se describe como "empollona" y no sabía lo que la moda era, pero le contó a New York Times que era la única forma que tenía de salir de Bedford.

## Carrera
Wallerstedt firmó con la agencia Wallflower Management y debutó como exclusiva de Proenza Schouler en 2016. Su primera portada fue para Vogue Italia y su primera campaña fue para Prada. Se considera notable su cierra del evento otoño/invierno 2017 de Prada. Ha desfilado para Fendi, Burberry, Chanel, Tory Burch, Dior, Michael Kors, Louis Vuitton, Tom Ford, Salvatore Ferragamo, Versace, Valentino, y Anna Sui entre otros. Vogue Paris declaró que ella fue una de las más contratas en los desfiles de 2018.
Wallerstedt ha aparecido en la Vogue estadounidense, incluyendo una editorial sobre su ciudad natal, Bedford. Ha aparecido en W y Harper's Bazaar.
Además de para Vogue Italia, fue portada de la edición coreana en mayo de 2018 y Vogue China.